# Jan I van Montfoort

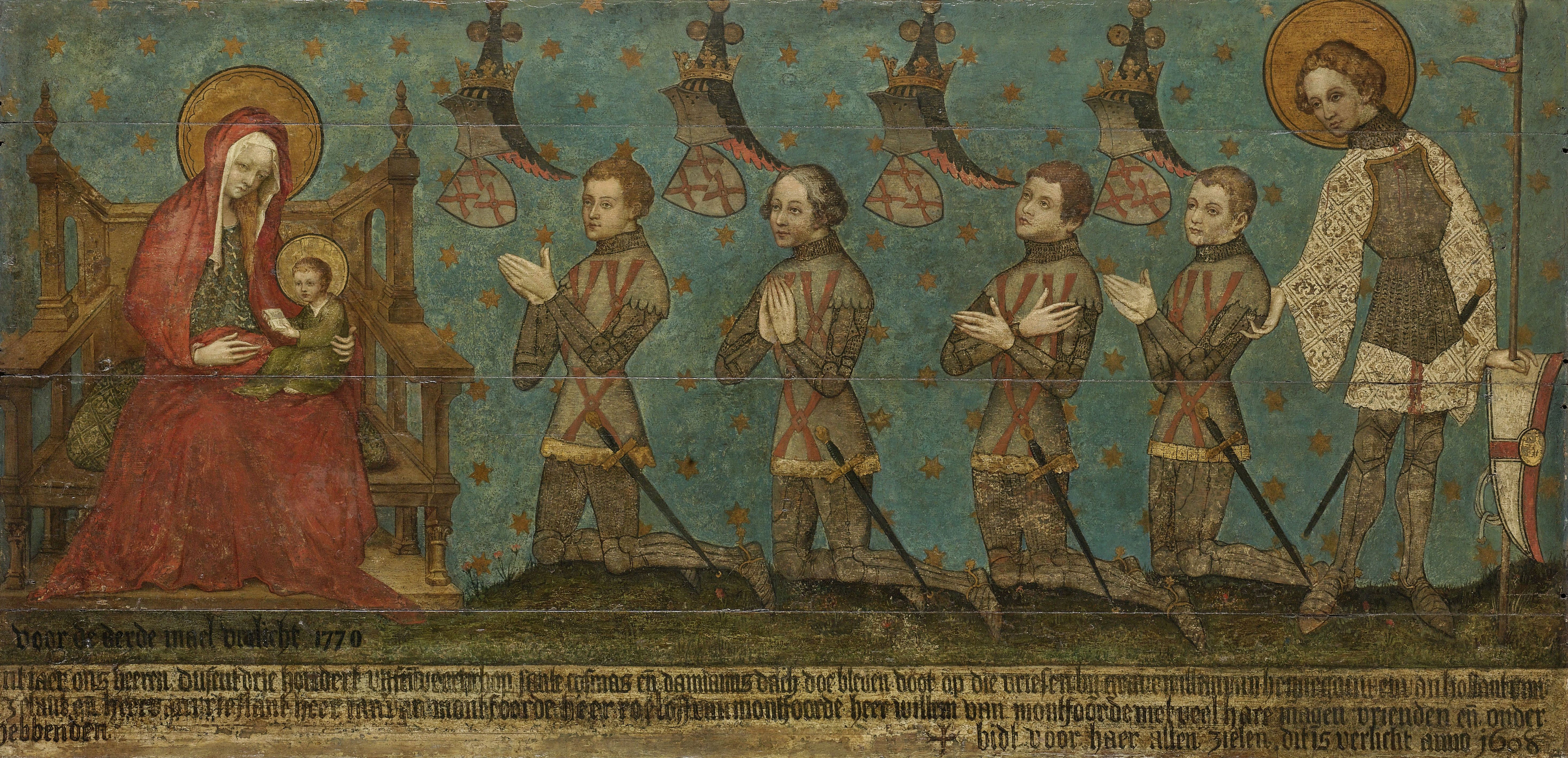
Jan van Montfoort (tweede van links, eerste knielende).

Jan I Zwederszoon (de Rover) van Montfoort (ca.1318 - Slag bij Warns 26 september, 1345) was de 4e burggraaf Van Montfoort, heer van Heeswijk, Achthoven, Wiliskop.

## Levensloop
Hij was een zoon van Zweder I van Montfoort en Catharina van Holland. Jan volgde in 1333 zijn broer Hendrik II van Montfoort op, eigenlijk fungeerde hij als een soort regent-burggraaf omdat zijn broer een driejarig zoontje had. De benoeming tot burggraaf kon ook tot stand gekomen zijn door graaf Willem III van Holland. Hij droeg bij aan de bouw van kasteel Heulenstein en volgde net als zijn broer een Hollandse politiek door middel zich aan te sluiten bij de graaf van Holland. Dit bracht hem regelmatig in conflict met de bisschop van Utrecht. Jan steunde Willem IV van Holland in het beleg van Utrecht (1345) en volgde hem daarna naar Friesland, waar het Hollandse leger door een taktische blunder verslagen werd bij Warns. Jan van Montfoort stierf met zijn oom (Roeland de Rovere) en broer (Willem de Rovere) aan zijn zijde tijdens deze slag. Jan was gehuwd met Maria Polanen, een dochter van Jan I van Polanen, hun huwelijk bleef kinderloos. Hij werd opgevolgd door zijn neef Zweder II van Montfoort.

## Gedachtenis tafel
Jan I is een van de vier heren van Montfoort die zijn afgebeeld op de Gedachtenistafel van de Heren van Montfoort.
De Heren van Montfoort zijn afgebeeld tussen Maria en Sint-Joris. Van links naar rechts zijn dit: Jan I van Montfoort, zijn oudoom Roelof de Rover, zijn oom of broer Willem de Rover en vermoedelijk Hendrik de Rover Willemsz. De eerste drie sneuvelden onder Willem van Henegouwen. Hendrik de Rover Willemsz wordt vastgehouden door Sint-Joris. Dit staat symbool voor het feit dat hij als enige van de afgebeelde personen de Slag bij Warns overleefde.